# Vuurbaak Katwijk

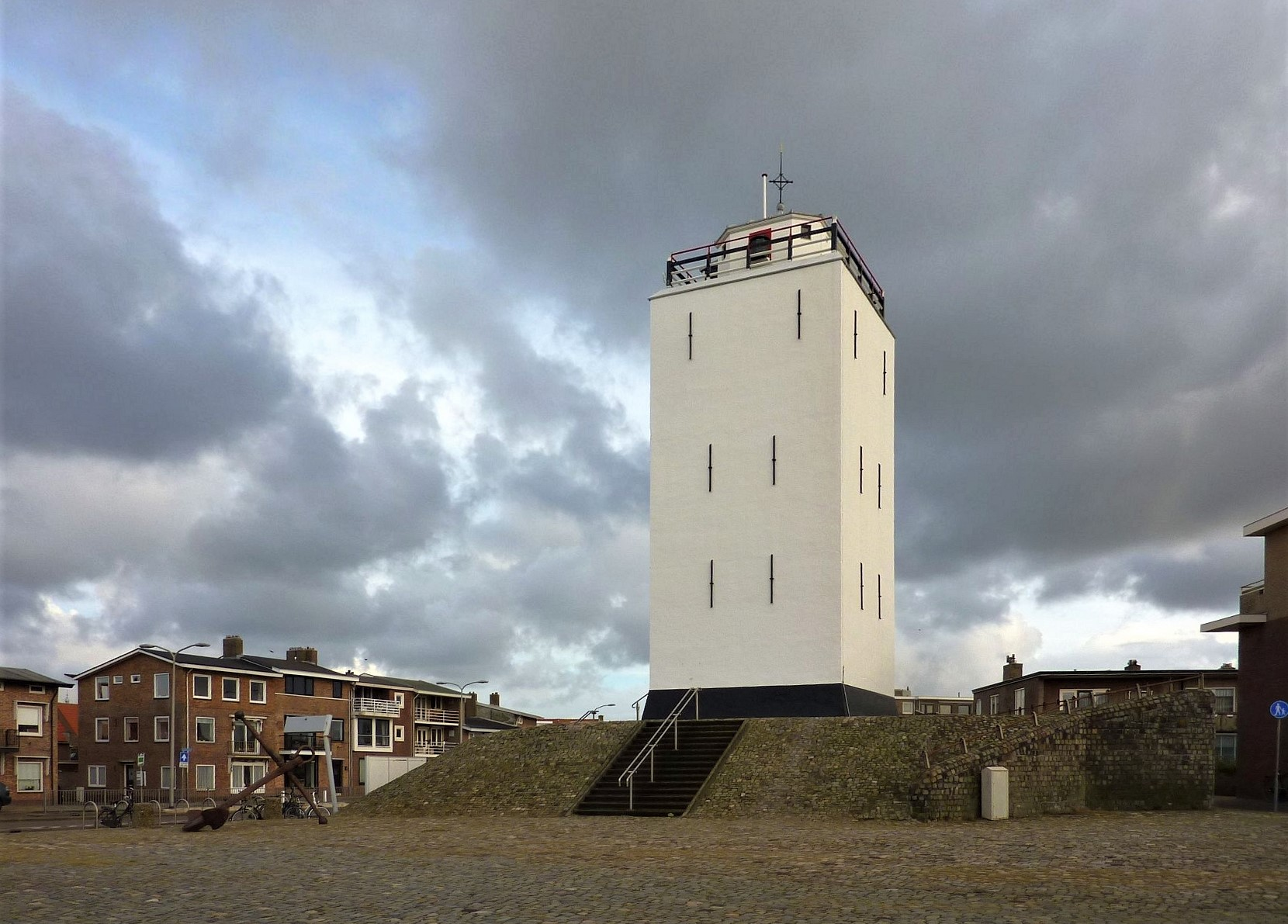
Katwijk, Vuurbaak

Der Vuurbaak ist der frühere Leuchtturm von Katwijk aan Zee, einem Ortsteil von Katwijk (Provinz Südholland) in den Niederlanden. Das 1605 errichtete Bauwerk ist als Rijksmonument eingestuft. Neben dem  Leuchtturm Brandaris auf Terschelling von 1594 gilt der Turm in Katwijk als der zweitälteste in den Niederlanden.

## Geschichte
Die früheste Erwähnung des Leuchtturms in Katwijk findet sich in „De Spiegel der Zeevaart“, einem alten Seemannsbuch aus dem Jahr 1592, in dem beschrieben wird, dass dieser in Katwijk neben dem Kirchturm der Andreaskerk vom Meer aus sichtbar wäre. Die Erbauungszeit des Vorgängerturms ist nicht bekannt. Er wurde vermutlich bei Fluten unterspült. Um sein Baumaterial aus Backstein zu retten, wurde er abgerissen und daraus 1605 das heute noch erhaltene Bauwerk weiter landeindwärts auf einer Düne errichtet.
Der Turm wurde um 1850 um den Aufbau mit einem Leuchtfeuer erhöht. 1901 erfolgte eine grundlegende Restaurierung und Verstärkung der Mauern, was noch heute am Eingang des Turms deutlich zu sehen ist. Nach der Stilllegung um 1913 diente der Turm als Aussichtsturm. Das Bauwerk wurde 1989 restauriert.